# Krefeld
Krefeld (Crevelt en français) est une ville d'Allemagne, située dans le land de Rhénanie-du-Nord-Westphalie. Jusque vers 1900 environ, le nom de la ville était orthographié « Crefeld ».

## Galerie

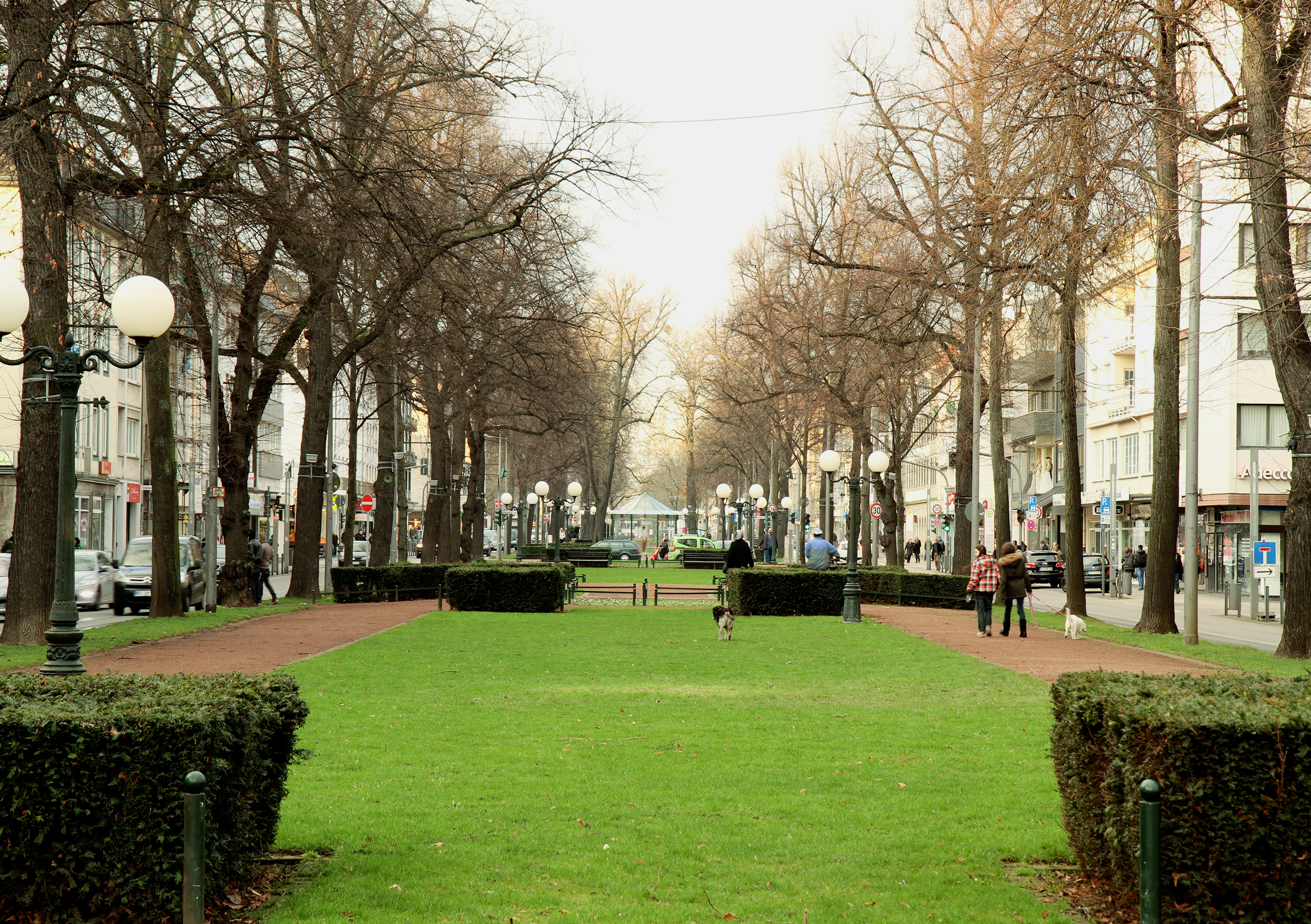
Krefeld, vue de la ville : Ostwall.
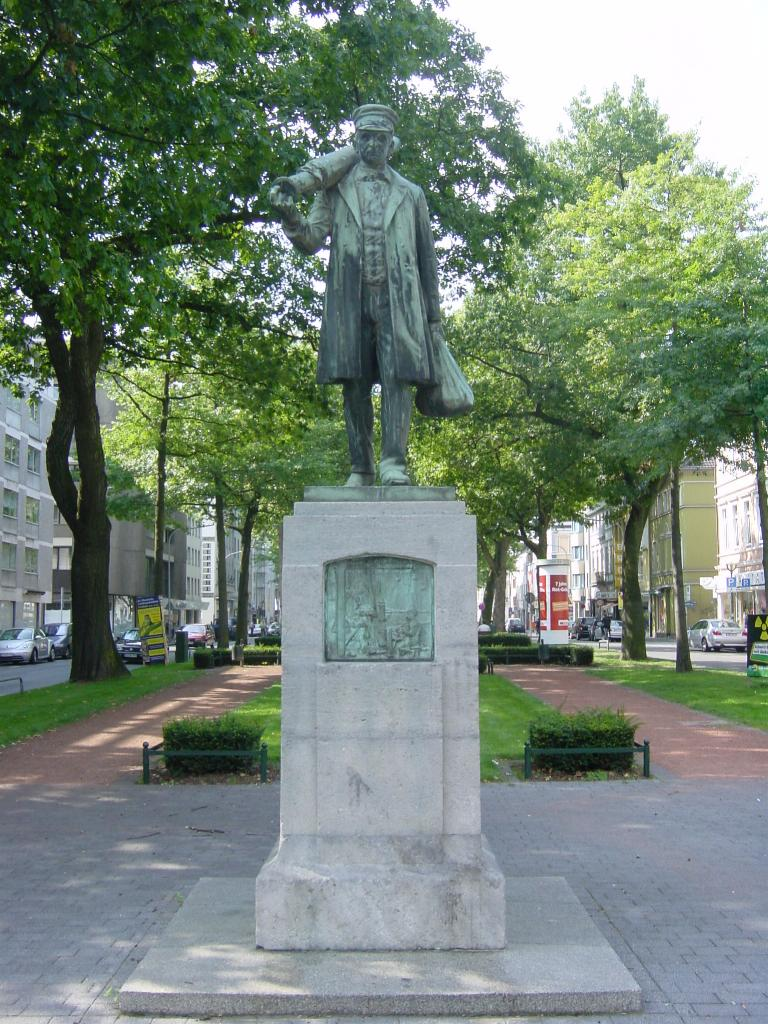
Krefeld, monument du Ponzelar : tisserand de soie.
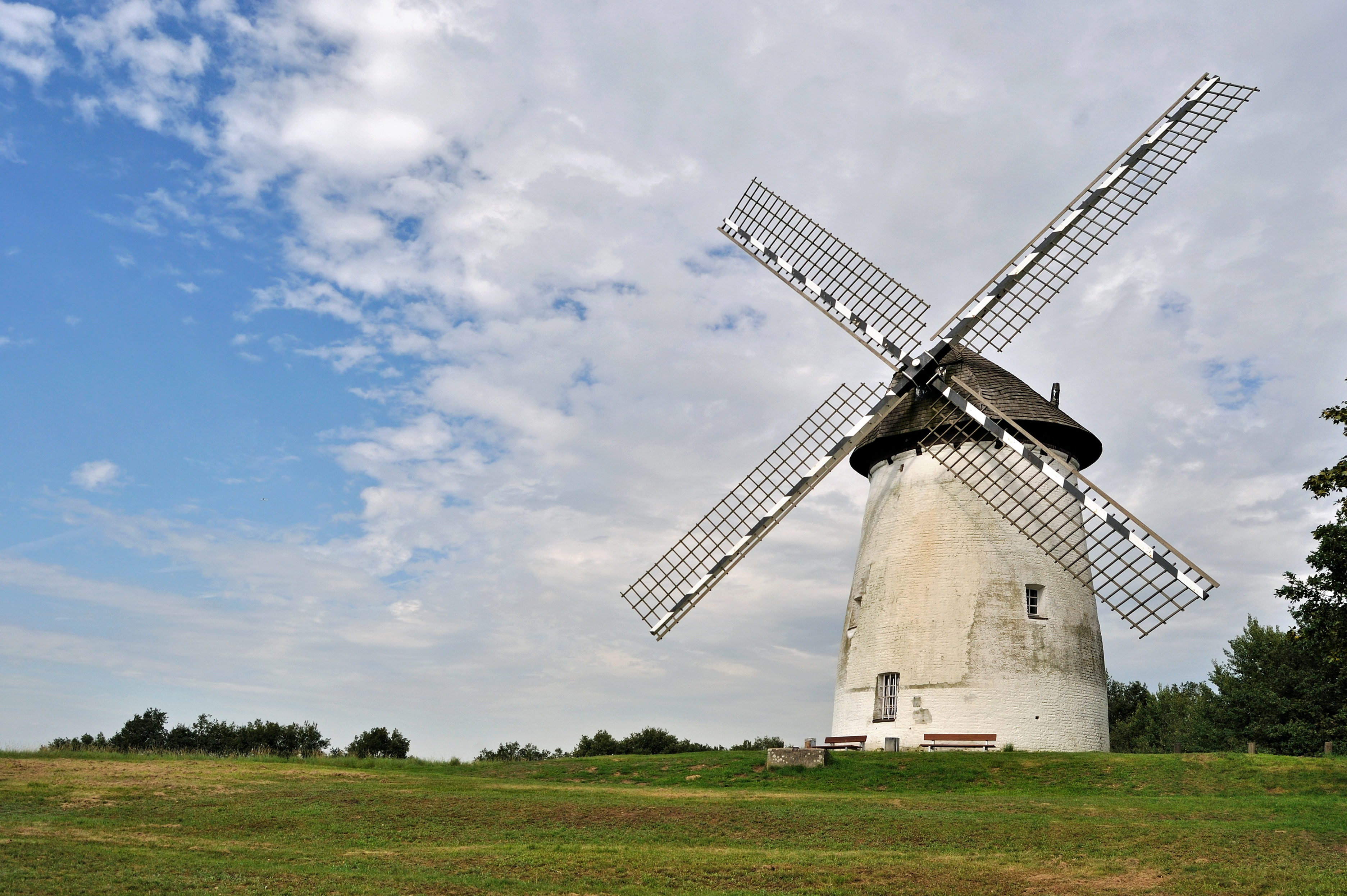
Krefeld-Traar, le moulin d'Egelsberg.
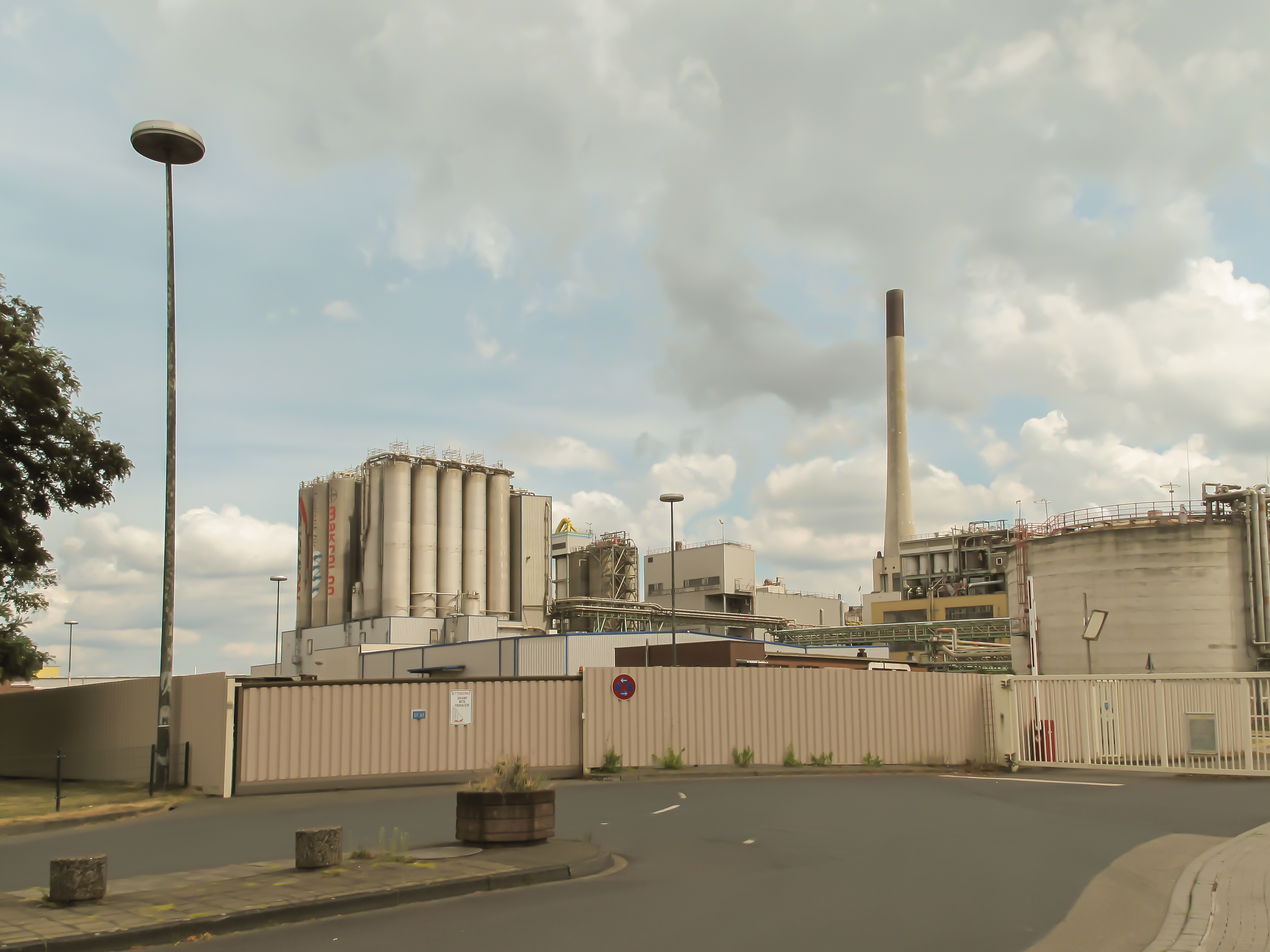
Krefeld-Uerdingen, Chempark.

## Histoire
| Appartenances historiques Comté de Moers 1160-1798 République cisrhénane (Roer) 1798-1802 République française (Roer) 1802-1804 Empire français (Roer) 1804-1815 Royaume de Prusse (Province de Juliers-Clèves-Berg) 1815-1822 Royaume de Prusse (Province de Rhénanie) 1822-1871 Empire allemand 1871–1918 République de Weimar 1918-1933 Reich allemand 1933-1945 Allemagne occupée 1945-1949 Allemagne de l'Ouest 1949-1990 Allemagne 1990–présent |

Le 23 juin 1758 eut lieu la bataille de Krefeld pendant la guerre de Sept Ans, entre les troupes hanovriennes, commandées par Ferdinand de Brunswick-Lunebourg, frère du duc de Brunswick et les troupes françaises commandées par Louis de Bourbon-Condé, comte de Clermont.
Dans l'aire de la ville entiere, on parlait le rhéno-mosan.

## Personnalités nées à Krefeld
- Jacob Hendrik Floh (1760-1830), homme politique néerlandais.
- Jean-Jacques Flatters (1786-1845), sculpteur néo-classique français.
- Hermann von Beckerath (1801-1870), banquier et homme politique prussien.
- Thierry Hermès (1801-1878), chef d'entreprise français, fondateur de la maison Hermès à Paris.
- Wilhelm von Abbema (1812-1889), peintre et graveur allemand.
- Heinrich Joeppen (1853-1927), évêque catholique allemand.
- Narcisse Leven (1833-1915), homme politique français.
- Edmund ter Meer (1852-1931), chimiste allemand.
- Max Buchholz (1875-1956), ingénieur allemand.
- Georg Scheu (1879–1949), botaniste allemand, créateur de cépages.
- Heinrich Nauen (1880-1940), peintre allemand.
- Fritz ter Meer (1884-1967), criminel de guerre nazi, chimiste et entrepreneur allemand.
- Heinrich Campendonk (1889-1957), artiste peintre, graveur et dessinateur de vitrail allemand, rattaché à l'expressionnisme.
- Werner Voss (1897-1917), as de l'aviation allemand de la Première Guerre mondiale.
- Charlotte Auerbach (1899-1994), biologiste et zoologiste allemande et britannique.
- Marta Hillers (1911-2001), écrivaine allemande,
- Benita Koch-Otte (1892-1976), tisserande et designer de textiles
- Felix Kracht (1912-2002), ingénieur allemand.
- Joseph Heinrich Beuys (1921-1986), artiste allemand.
- Herbert Zangs (1924-2003), peintre allemand.
- Heinz Wackers (1925-), joueur professionnel allemand de hockey sur glace.
- Ina Bauer (1941-2014), patineuse artistique allemande.
- Rudiger Dornbusch (1942-2002), économiste germano-américain,
- Wiltrud Urselmann (1942-), nageuse allemande.
- Ralf Hütter (1946-), musicien allemand, fondateur de Kraftwerk.
- Isy Orén (1946-), chanteuse allemande.
- Norbert Walter-Borjans (1952-), homme politique allemand,
- Albert Oehlen (1954- ... ), peintre néo-expressionniste dont l'œuvre se rattache au mouvement d'avant-garde des Nouveaux Fauves.
- Markus Oehlen (1956-), peintre allemand, dont l'œuvre se rattache au courant néo-expressionniste allemand, appelé aussi les « Nouveaux Fauves ».
- Andrea Berg (1966-), chanteuse de schlager allemande.
- Nic Chagall (1972-...), DJ membre du duo Cosmic Gate.
- Anastasia Biefang (1974-), officière d'état-major de l'armée de l'air allemande avec le grade de lieutenant-colonel.
- Anne Poleska (1980-), nageuse allemande.
- Daniel Pietta (1986-), joueur professionnel allemand de hockey sur glace.
- Aline Focken (1991-), lutteuse libre allemande, championne du monde en 2014.
- Jannis Niewöhner (1992-), acteur allemand.

Le jeune Henry Kissinger, naturalisé américain depuis trois ans, fut responsable de la dénazification de la ville en 1945.

## Économie
Le siège social de Fressnapf, une chaîne de magasins vendant des aliments et des accessoires pour animaux de compagnie, est situé à Krefeld.

## Football
- KFC Uerdingen 05
- KTSV Preussen 1855 Krefeld

## Édifices notables
Krefeld comprend de nombreuses églises dont la plus haute est l'église Saint-Jean-Baptiste de Krefeld.

## Jumelages
La ville est jumelée avec :
- Venlo (Pays-Bas) depuis 1964 ;
- Leicester (Angleterre) depuis le 14 mai 1969 ;
- Dunkerque (France) depuis le 15 juin 1974 ;
- Leyde (Pays-Bas) depuis le 3 octobre 1974 ;
- Charlotte (États-Unis) depuis le 23 mai 1986 ;
- Oulianovsk (Russie) depuis le 19 mai 1993 ;
- Hagondange (France).